# Hohenbodman
Das Dorf Hohenbodman ist ein Ortsteil der baden-württembergischen Gemeinde Owingen im westlichen Bodenseekreis in Deutschland.

## Geographie

### Geographische Lage
Hohenbodman liegt bei 660 m ü. NHN auf einem Sporn oberhalb eines der ältesten Naturschutzgebiete Deutschlands, dem Aachtobel, der von der Linzer Aach durchquert wird. Der höchste Punkt der Gemarkung, der gleichzeitig der höchste Punkt der Gemeinde Owingen ist, liegt bei 720 m ü. NHN.

### Gliederung
Zu Hohenbodman gehören das Dorf Hohenbodman, die Höfe Beutenmühle, Burghöfe, Häusern, Happenmühle, Homberg, Neuhof, Niederweiler, Pfaffenbühl, Simonshof und Urzenreute und die Häuser Fitzenhaus und Walthausen.

### Ausdehnung des Gebiets
Die Gesamtfläche der Gemarkung Hohenbodman beträgt 811 Hektar.

## Geschichte

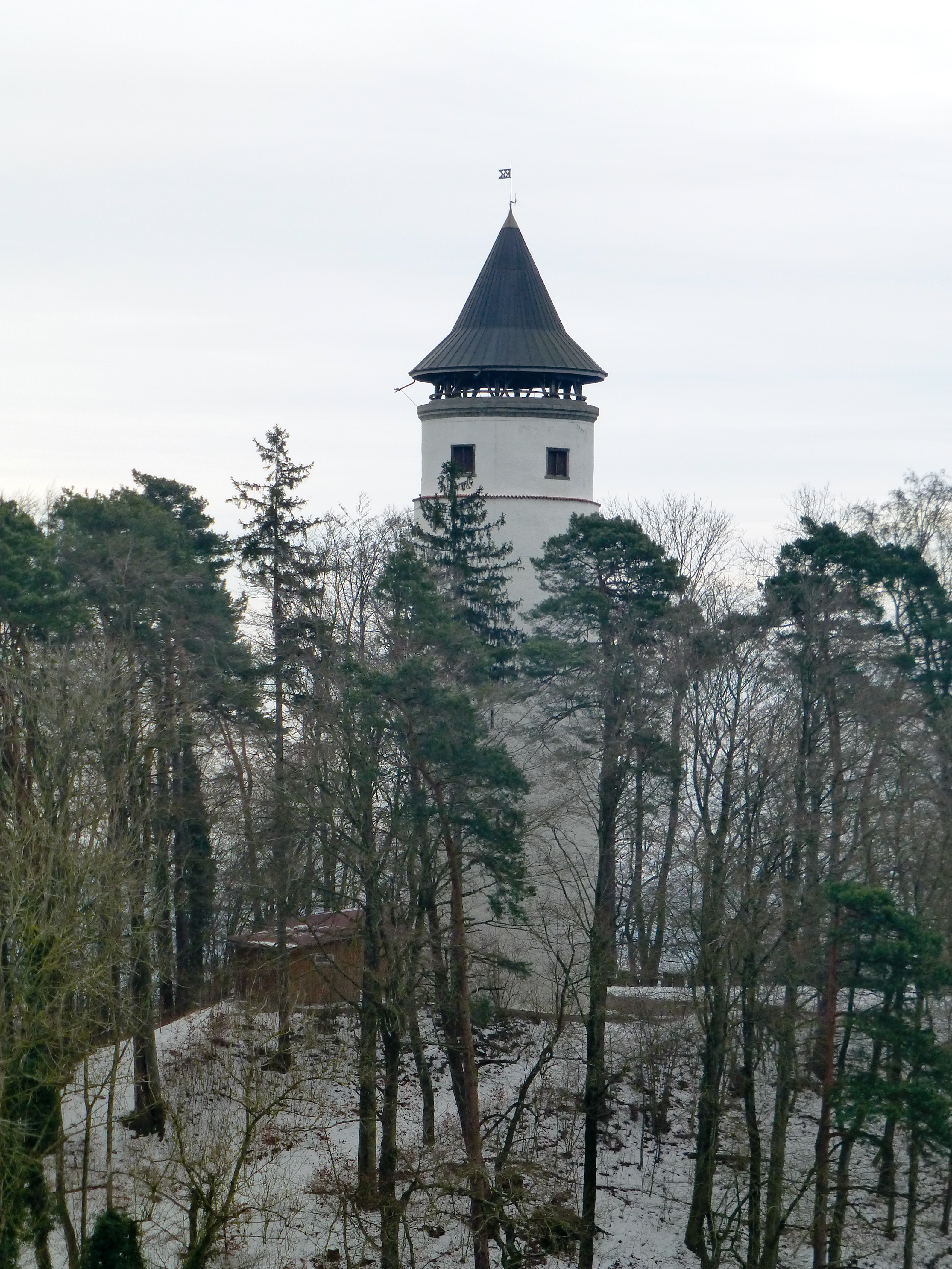
Bergfried Hohenbodman

Das Geschlecht der Herren von Bodman, Reichsministeriale der Hohenstaufen und des Bischofs von Konstanz, hatte auf der Burg Hohenbodman ihren Stammsitz, um die sich die Herrschaft Hohenbodman entwickelte. Der Ort selbst wurde erstmals 1325 schriftlich erwähnt. Später verkauften die Herren von Bodman Burg und Dorf an die freie Reichsstadt Überlingen, nachdem sie in Bodman mit der Pfalz belehnt worden waren und ihr Stammsitz als Zweitwohnsitz gedient hatte. Die freie Reichsstadt Überlingen ließ die Burg erneuern. Da Überlingen zu dieser Zeit sehr wohlhabend und mächtig war, vergrößerten sie ihren Besitz und sicherten diesen mit kleineren Burgen ab.
Im Jahr 1642, im Dreißigjährigen Krieg, wurde die Burg von Truppen des Konrad Widerholt bis auf den Turm niedergebrannt. Ein Neubau erfolgt nicht und der Vogt verlegte seinen Amtssitz in das Dorf. 
Hohenbodman war eine selbstständige Gemeinde im Landkreis Überlingen. Im Zuge der Gebietsreform in Baden-Württemberg wurde die Gemeinde am 1. Januar 1972 nach Owingen eingemeindet. Als im Zuge der Kreisreform am 1. Januar 1973 der Landkreis Überlingen aufgelöst wurde, kam Owingen und somit Hohenbodman zum Bodenseekreis.

### Einwohnerentwicklung
Hohenbodman hatte am 6. Juni 1961 195 Einwohner, am 27. Mai 1970 230 und am 31. Dezember 2006 insgesamt 246 Einwohner.

## Wappen
Das Wappen der ehemals selbständigen Gemeinde Hohenbodman zeigt in Silber auf grünem Dreiberg einen roten Zinnenturm.

## Kultur und Sehenswürdigkeiten

### Bauwerke

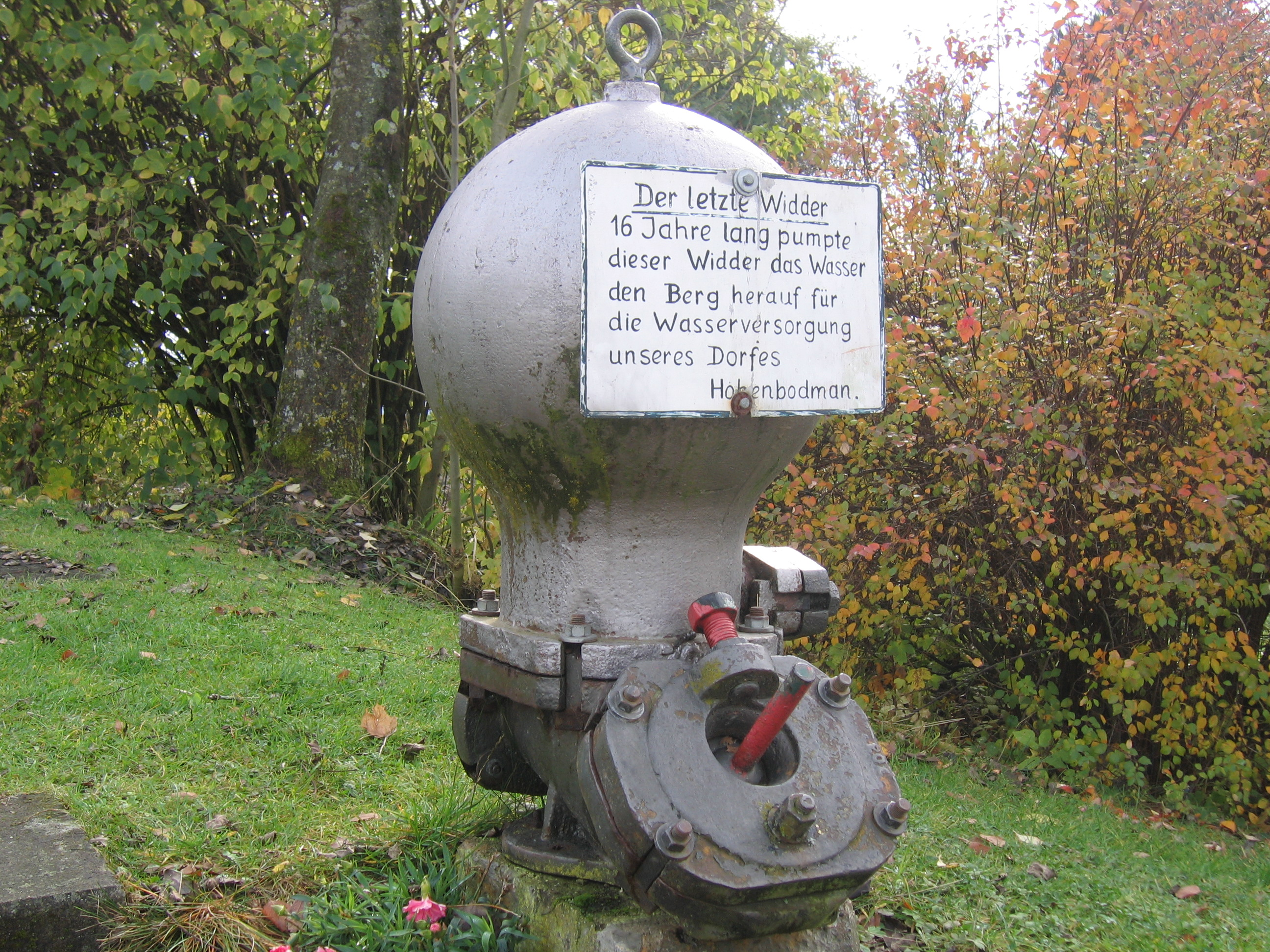
Hydraulischer Widder

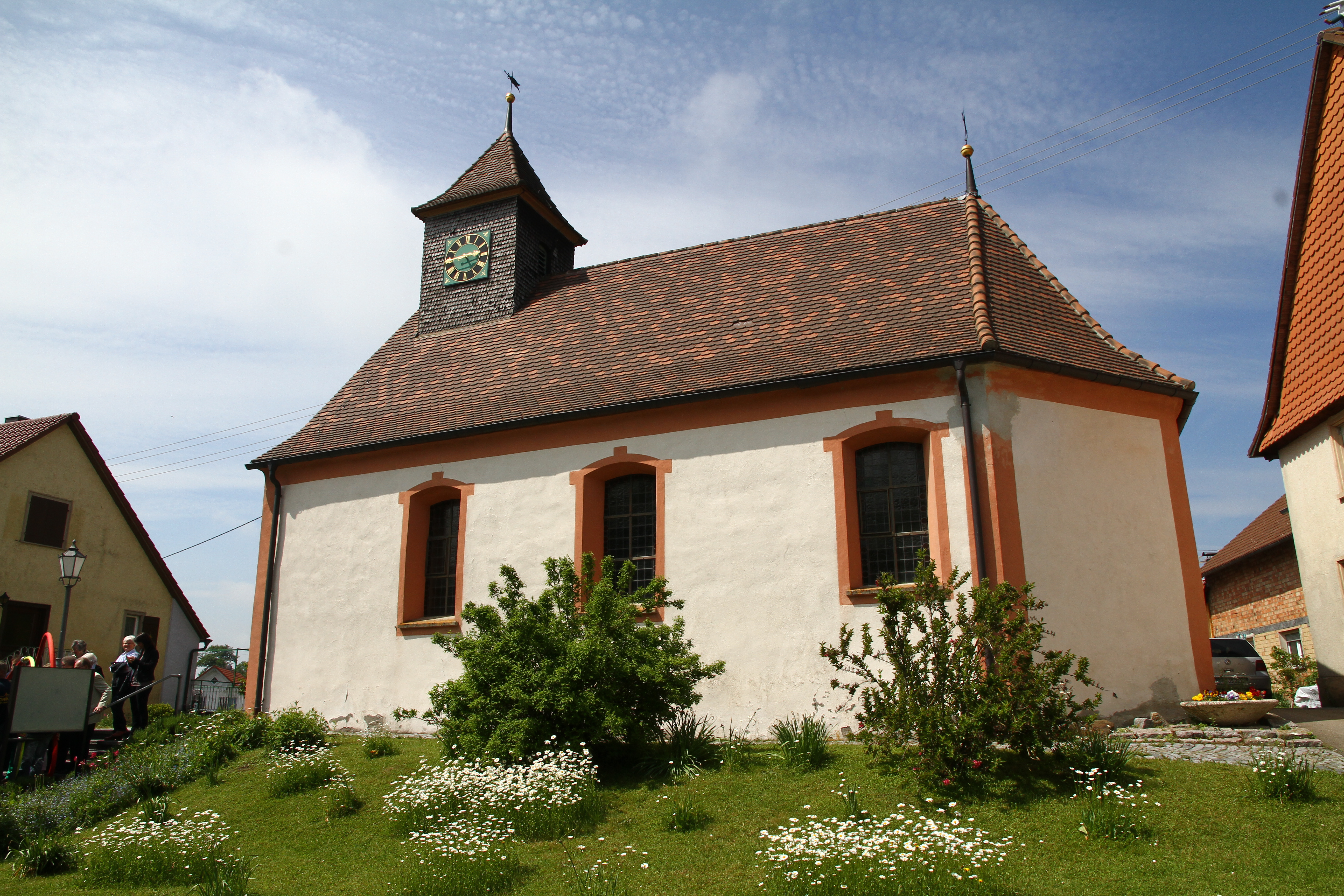
St. Georgskapelle

- In der Mitte des Dorfes steht die St. Georgskapelle. Deren ältester Teil ist der spätgotische Chor aus dem 15. Jahrhundert. Der Hauptbau stammt wohl aus dem 18. Jahrhundert.
- Die Hofkapelle am Häusernhof wurde im 17. Jahrhundert erbaut.
- Von der im 11. Jahrhundert erbauten Burg Hohenbodman existiert heute nur noch der Bergfried mit altem Hocheingang in acht Meter Höhe. Das Wahrzeichen der Gemeinde dient heute als Aussichtsturm.
- Rund 1,5 Kilometer westlich befindet sich im Gewann „Burstel“ ein Burgstall.
- Am „Seilerstobel“ befand sich eine ehemalige Wehranlage mit Halsgraben.
- Die Happenmühle ist ein Fachwerkhaus, das im Jahre 1111 erstmals urkundlich erwähnt wurde.
- An der Lindenstraße sind ein Tiefbrunnen (23 m) und der letzte Hydraulische Widder mit Windkessel, der früher das Wasser ins Dorf pumpte, zu sehen.[5]
- Auf der Gemarkung befand sich die Burg Kilsenberg.

### Naturdenkmäler

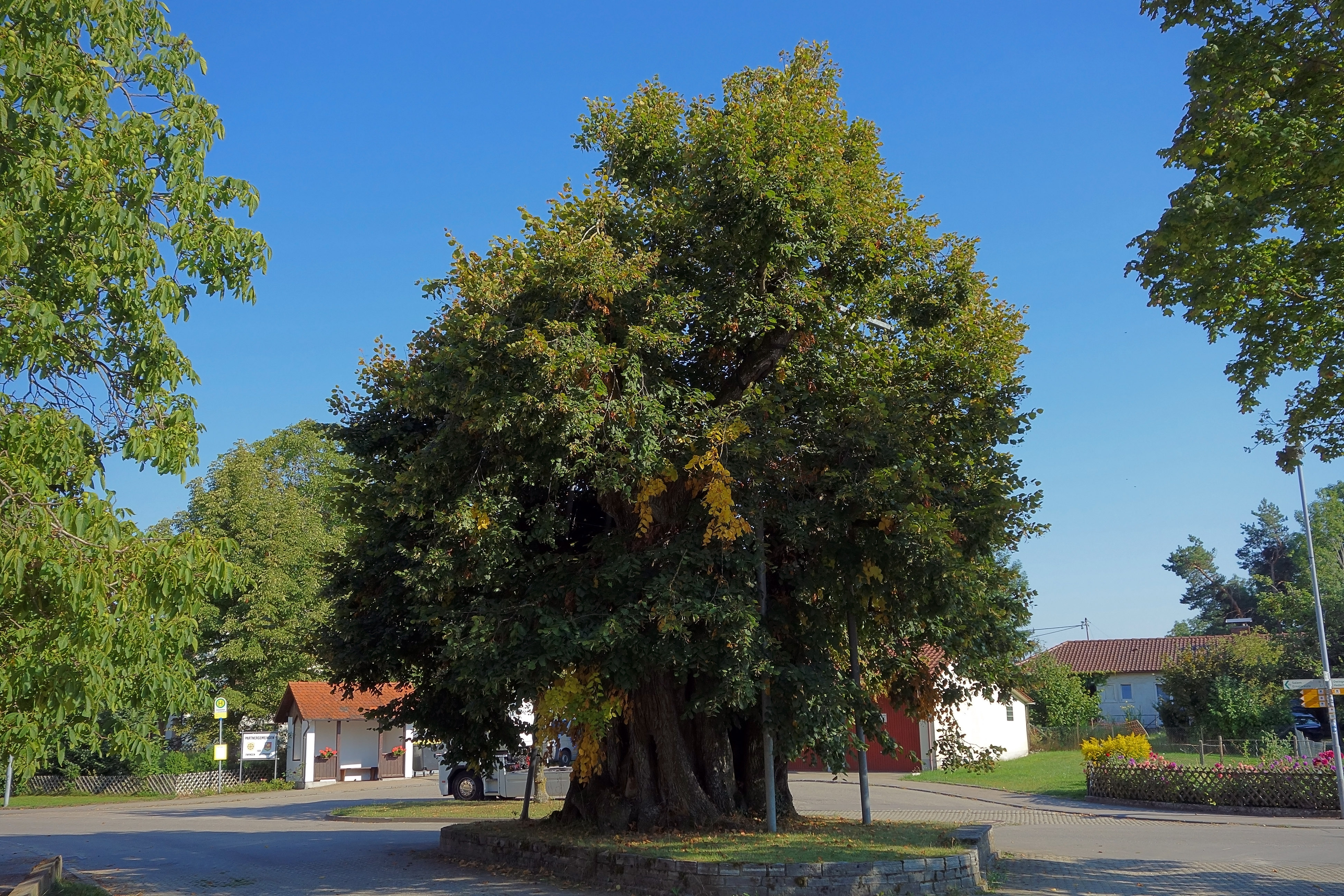
Hohenbodmaner Linde

- Die Hohenbodmaner Linde beim Feuerwehrhaus ist mit etwa 400–800 Jahren eine der ältesten und mit einem Stammumfang von 9,87 m (2013) eine der dicksten Linden Deutschlands.[6][7][8][9]

## Wanderwege
Durch den Ort verlaufen der Jubiläumsweg Bodenseekreis und der Linzgauer Jakobsweg Via Beuronensis.